# Jonathan Kissling
Jonathan Kissling ( 1978 ) es un botánico, y etnobotánico suizo. Realiza sus actividades académicas en el "Laboratorio de Botánica Evolutiva", en el "Instituto de Botánica" de la Universidad de Neuchâtel. Ha trabajado en Burkina Faso y en Mali.

## Algunas publicaciones
- jonathan Kissling. 2012. Taxonomy of Exochaenium and Lagenias: two resurrected genera of tribe Exaceae (Gentianaceae)". Systematic Botany 37: 238-253 en línea

- ----------------------. 2009.  y.-m. Yuan, p. Küpfer, g. Mansion. 2009. The polyphyletic genus Sebaea (Gentianaceae): A step forward in understanding the evolution of the tribe Exaceae". Molecular Phylogenetics and Evolution 53: 734-748 en línea

- ----------------------. 2009. p.k. Endress, g. Bernasconi. 2009. Ancestral and monophyletic presence of diplostigmaty and its potential role as a morphological mixed mating strategy. New Phytologist 184, 303-310 en línea

- ----------------------. 2009. s. Buerki, g. Mansion. 2009. ''Klackenbergia (Gentianaceae – Exaceae): A new endemic genus from Madagascar". Taxon, 58, 907-12 en línea

- ----------------------. 2008. l. Zeltner, p. Küpfer, g. Mansion. 2008. Cytogeography of the Gentianaceae-Exaceae in Africa, with a special focus on Sebaea: The possible role of dysploidy and polyploidy in the evolution of the tribe. Bot. J. of the Linnaean Soc. 159, 556-566 en línea

- ----------------------. 2007. Phylogenetics of Tribe Exaceae (Gentianacaea) Based on Molecular, Morphological and Karyological Data, with Special Emphasis on the Genus "Sebaea": Taxonomic Treatment of "Exochaenium", "Lagenias" and the New Genus "Klackenbergia". Ed. Univ. de Neuchâtel, 209 pp.

- La abreviatura «Kissling» se emplea para indicar a Jonathan Kissling como autoridad en la descripción y clasificación científica de los vegetales.[2]